# Juliusz Vetter
Juliusz Rudolf Vetter (ur. 29 marca 1853 w Lublinie, zm. 2 marca 1917 tamże) – polski piwowar i filantrop.

## Życiorys
Był synem Karola Vettera i Charlotty z d. Mende. Miał brata i dwie siostry. Wychowywał się w rodzinie kalwińskiej, ponieważ jednak parafia reformowana nie istniała w Lublinie angażował się w życie parafii ewangelicko-augsburskiej w Lublinie i życie Kościoła Ewangelicko-Reformowanego.
Jego ojciec założył w 1846 bardzo dochodowy Browar Nr 2 w Lublinie, później także destylarnię wódek. Po śmierci ojca w roku 1883 Juliusz razem ze starszym bratem Augustem Vetterem stał się dziedzicem fortuny i zakładów ojca. W 1892 bracia uruchomili słodownię, wprowadzili do browaru maszyny parowe, a wkrótce rozbudowali go o przejęty browar Fricków. Po śmierci Augusta Juliusz stał się jedynym właścicielem tych przedsiębiorstw. W 1912 nabył od Baczewskich dobra Jabłonna. Posiadał również majątek i gospodarstwo rybne w Krępcu i młyn wodny w Czerniejowie.
Prowadził także działalność filantropijną, skupiającą się zwłaszcza na edukacji młodzieży. Czynił starania zmierzające do zorganizowania w Lublinie szkoły rzemieślniczej. W sporządzonym w 1914 roku testamencie przeznaczył na wybudowanie gmachu tej szkoły 80 000 rubli oraz 40 000 rubli jako kapitał wieczysty na koszty związane z jej działalnością. Po śmierci brata objął obowiązki prezesa Rady Opiekuńczej Szkoły Handlowej, przewodził powstałemu w 1908 roku Towarzystwu uczącej się młodzieży. Ufundował gmach szpitala dla dzieci przy ulicy Poczętkowskiej (obecnie Szpital Kliniczny przy ulicy Stanisława Staszica) w Lublinie, w którym jednocześnie pełnił funkcję prezesa zarządu. Wspierał także szpital św. Wincentego w Lublinie. Działał także w Towarzystwie im. Hieronima Łopacińskiego, które ufundowało bibliotekę jego imienia. Ogółem w testamencie zapisał na cele społeczne 250 000 rubli, osobom prywatnym 90 000 rubli, a na darowizny imienia zmarłego 18 000 rubli.

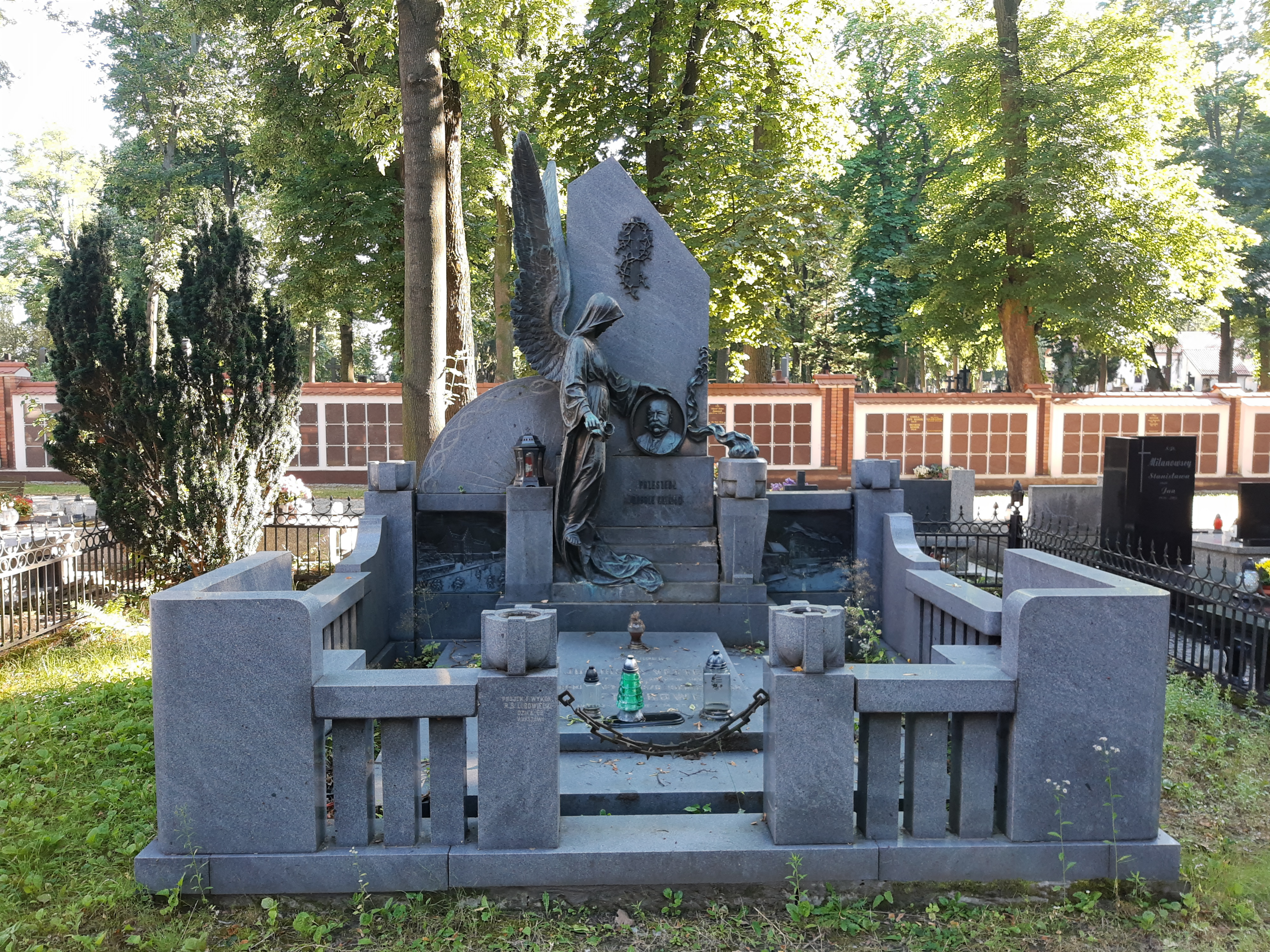
Grób Juliusza Vettera na cmentarzu przy ulicy Lipowej

Zmarł bezdzietnie i został pochowany na cmentarzu ewangelickim przy ulicy Lipowej w Lublinie (kwatera 3-2-13). Spadkobierczynią Juliusza została jego żona Bronisława z Karszo-Siedlewskich (1860-1938), która część majątku sprzedała, a część przekazała usynowionemu Brunonowi Vetterowi i kuzynowi, senatorowi Tadeuszowi Karszo-Siedlewskiemu.
Razem z bratem jest patronem funkcjonującego do dziś Zespołu Szkół Ekonomicznych w Lublinie.